# Kanabō
El kanabō (金棒) és un bàcul de ferro o acer que s'utilitzava com arma durant el Japó feudal. Era construït a partir de fusta de roure a la qual se li donava un recobriment metàl·lic des de l'extrem fins a la seua part mitjana, a més d'incorporar-li tatxes metàl·liques. La seua grandària podia variar fins a arribar a una longitud d'entre 1,5 i 2 metres.
Algunes versions posteriors es van fabricar exclusivament de metall encara que de menor grandària. Per la seua fabricació, era una arma de gran pes.
La finalitat del kanabō era la de triturar l'armadura de l'adversari, així com trencar les potes dels cavalls. L'art marcial dedicat al seu ús es coneix com a kanabō-jutsu i consisteix a assolir desenvolupar la força i equilibri necessaris per a dominar-la amb mestratge, degut al fet que fallar un colp podia deixar al guerrer indefens davant un ràpid contraatac.

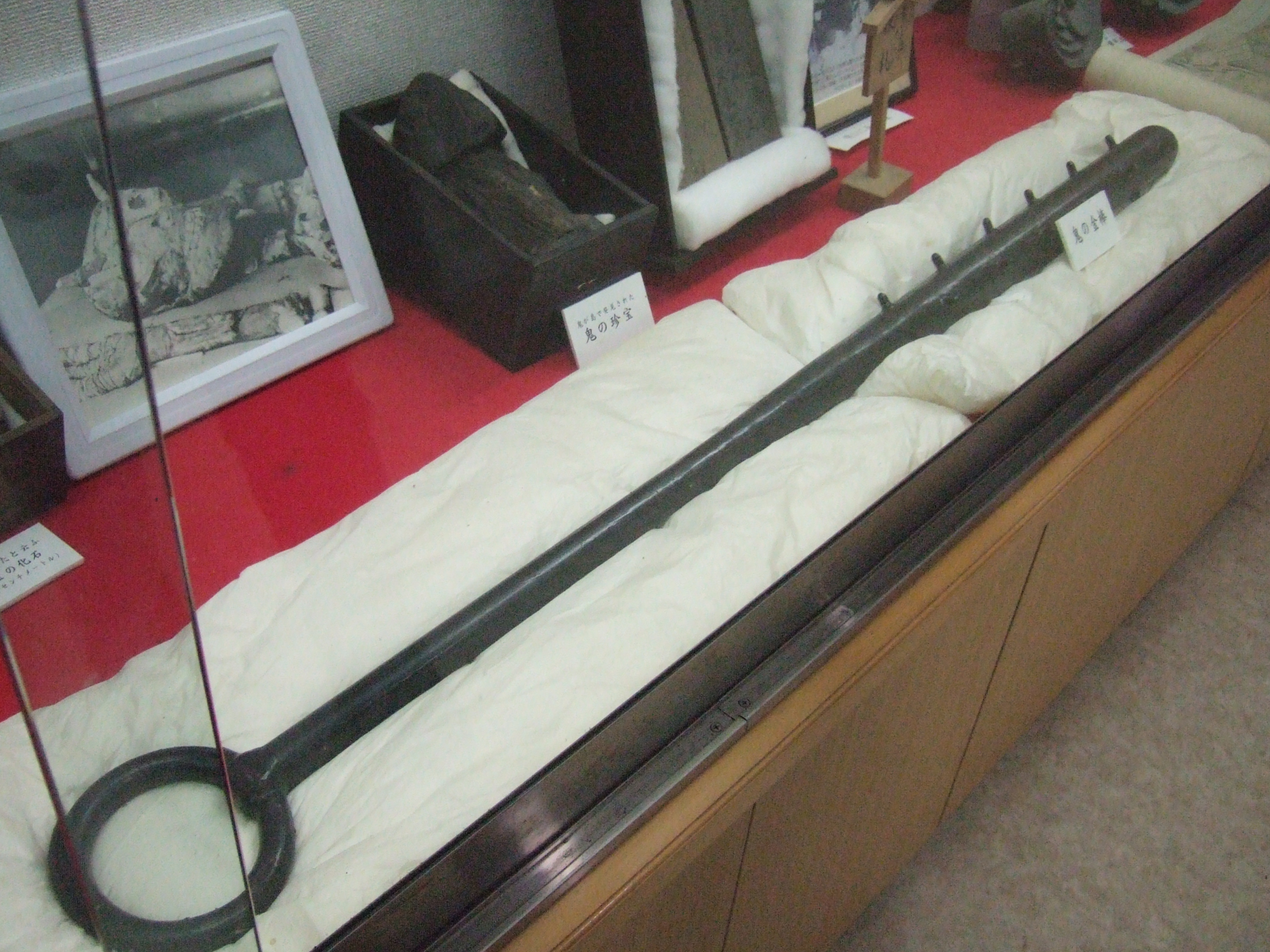
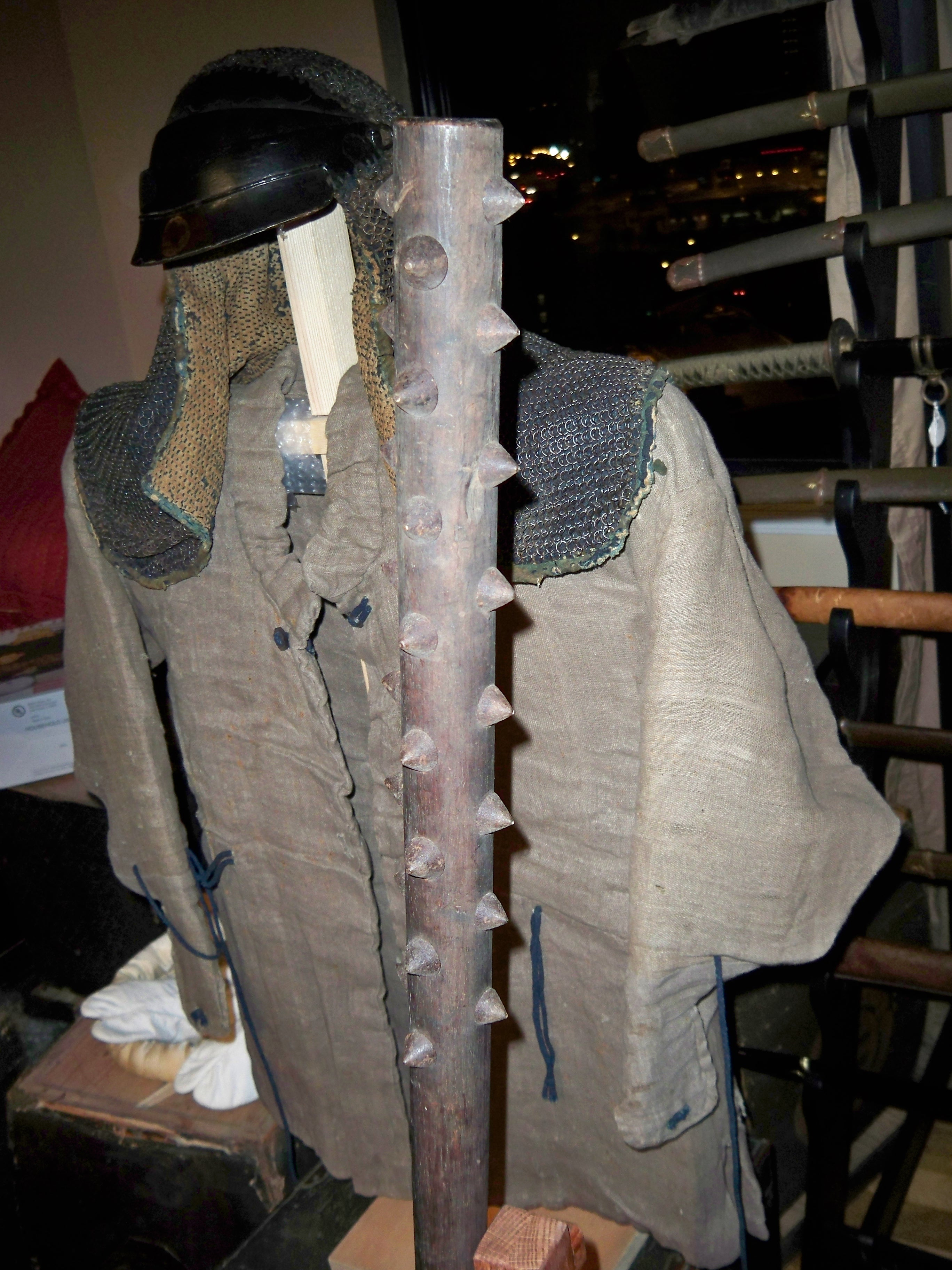
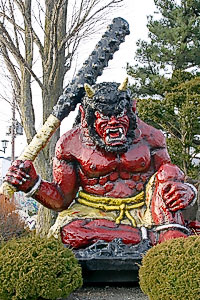
Estàtua d'un oni armat amb un kanabō